# آودور
آودور (به ارمنی: Ավդուռ) یک منطقهٔ مسکونی در جمهوری آرتساخ است که در استان مارتونی واقع شده‌است.